# Фазылов, Малик Сабирович
Малик Сабирович Фазылов (15 августа 1927 — 17 октября 1995) — советский, казахский партийный деятель, дипломат. Имел ранг чрезвычайного и полномочного посла.

## Биография
Окончил Чимкентский государственный учительский институт им. Н. К. Крупской (1945) и Московский государственный институт международных отношений (МГИМО) МИД СССР (1950). Кандидат исторических наук (1965).
- В 1942 году — токарь на военном заводе в Петропавловске.
- В 1950—1951 годах — старший преподаватель Алма-Атинской высшей партийной школы.
- В 1951—1956 годах — первый секретарь, помощник министра иностранных дел Казахской ССР.
- В 1956—1961 годах — лектор ЦК Компартии Казахстана.
- В 1961—1968 годах — секретарь, второй секретарь Кокчетавского обкома Компартии Казахстана.
- В 1968—1973 годах — заведующий Отделом науки и учебных заведений ЦК Компартии Казахстана.
- В 1973—1976 годах — министр иностранных дел Казахской ССР.
- С 7 июля 1976 по 23 декабря 1983 года — чрезвычайный и полномочный посол СССР в Мали[1].
- С 24 декабря 1983 по 1990 год — чрезвычайный и полномочный посол СССР в Марокко[2].
- В 1990—1995 годах — советник МИД Казахстана.

Был депутатом Верховного Совета Казахской ССР 7 — 10-го созывов.
Скончался 17 октября 1995 года, похоронен на Кенсайском кладбище.

## Награды
- Орден Трудового Красного Знамени (дважды).
- Орден Дружбы народов.
- Орден «Знак Почёта».
- Медаль «За доблестный труд в Великой Отечественной войне 1941—1945 гг.».
- Офицер Национального ордена Мали.
- Кавалер Большой ленты Ордена Алауитского трона (Марокко).

## Семья
Жена — Антонина Васильевна Фазылова, сыновья Нурлан (р. 1952), Ерболат (р. 1953) и дочь Людмила (р. 1955).

## Книги
- «О поездке Н. С. Хрущева в США» (1959).
- «В дружной семье целинников» (1966).
- «Религия и национальные отношения» (1969).
- «Афро-азиатская солидарность и борьба против империализма» (1972).
- «Политика КПСС в области развития народного образования» (1975).